# Phoracantha montana
Phoracantha montana là một loài bọ cánh cứng trong họ Cerambycidae.